# ベラト・ジムシティ
ベラト・ジムシティ(1993年2月19日-)はスイス出身のサッカー選手。ポジションはDF。アタランタBC所属。アルバニア代表。

## 経歴
アルバニア人家族の家に生まれ、2007年からFCチューリッヒの下部組織に所属していた。
2011-12シーズンのスイス・スーパーリーグでトップチームに召集され、2012年3月3日のFCシオン戦でリーグデビュー。翌シーズンからはレギュラーとしてチームに定着した。
2016年1月18日、アタランタBCに3年半契約で移籍。しかし同年8月31日にUSアヴェッリーノ1912に期限付き移籍。2017年7月8日、ベネヴェント・カルチョに期限付き移籍した。
UEFA EURO 2024に選出